# Rochonia
Rochonia là một chi thực vật có hoa trong họ Cúc (Asteraceae).

## Loài
Chi Rochonia gồm các loài: